# ドリームインキュベータ
株式会社ドリームインキュベータ（英: Dream Incubator Inc.）は、東京都千代田区に本社を置き、新たな事業や産業の創造・企業の成長支援を行うビジネスプロデュース企業。
堀紘一が2000年（平成12年）に創立。長年にわたるコンサルテーションや投資ビジネス実績によって培った知見とネットワークを駆使し、産業および事業の構想から実行までをワンストップで支援する。

## 沿革
- 2000年（平成12年）4月 - ボストン コンサルティング グループの日本代表であった堀 紘一が創立
- 2002年（平成14年）5月 - 東証マザーズ市場に上場
- 2005年（平成17年）9月 - 東証マザーズから東証1部に市場変更
- 2007年（平成19年）11月 - ベトナム・ホーチミン市にDream Incubator Joint Stock Company（DIベトナム）設立
- 2009年（平成21年）2月 - DI Investment Partners Limitedを設立（持分法適用関連会社）
- 2010年（平成22年）6月 - DI Asian Industrial Fund, L.P.（DIアジア産業ファンド）を組成（持分法適用関連会社）
- 2010年（平成22年）12月 - 中国上海市に現地法人得爱（上海）企业管理咨询有限公司を設立（連結子会社）
- 2011年（平成23年）
  - 2月 - 株式会社アイペットの発行済株式数の82.11％（議決権ベース）を取得（連結子会社）
  - 8月 - シンガポールにDREAM INCUBATOR SINGAPORE PTE. LTD.を設立（連結子会社）
- 2012年
  - 2月 - 日本知財ファンド1号投資事業有限責任組合を設立し、東京ガールズコレクションの商標権を取得
  - 3月 - 株式会社アイペットが損害保険業免許を取得しアイペット損害保険株式会社に商号変更
- 2014年（平成26年）7月 - デジタルマーケティング事業を目的として、DIマーケティングを設立（連結子会社）
- 2015年（平成27年）
  - 7月 - 東京ガールズコレクションの商標権をディー・エル・イーに譲渡
  - 9月 - モバイル電子チケット・サービス事業を展開する株式会社ボードウォークに出資
- 2016年（平成28年）1月 - 連結子会社の株式会社リバリューを株式会社オークファンに譲渡
- 2016年（平成28年）
  - 2月 - インドVCのBlume Venturesと戦略的業務提携・同社が運営するファンドに出資
  - 9月 - インド・ムンバイ市に駐在員事務所を設立
- 2017年（平成28年）7月 - DIマーケティングとDIベトナムが経営統合
- 2018年（平成30年）
  - 4月 - 連結子会社のアイペット損害保険株式会社が東証マザーズ市場へ新規上場[1]
  - 4月 - インド・バンガロール市に投資ファンド・DIインドデジタル投資組合を設立[2]
  - 8月 - 株式会社ワークスタイルラボの株式を100％取得し、連結子会社化[3]
- 2019年（令和元年）7月 - 国内1号ファンドとして、ベンチャー投資を専門とするDIMENSIONを組成[4]
- 2020年（令和2年）
  - 5月 - 取締役ファウンダー・堀紘一と、代表取締役社長・山川隆義が退任[5]
  - 6月 - 原田哲郎CEO、三宅孝之COO、細野 恭平COOの3名が代表取締役に就任[6]
  - 7月 - 新たにミッション・ビジョン・バリューを策定[7]
  - 10月 - 日本国内で初めて国際規格「ISO 30414」に準拠したコンサルティングサービスを開始
  - 11月 - ピークス株式会社の株式を100％取得し、連結子会社化
- 2021年（令和3年）
  - 1月 - 愛知県豊田市とソーシャルインパクトボンドを活用した新たな介護予防事業を開始
  - 5月 - 株式会社電通グループと資本業務提携を開始
  - 6月 - プライベートキャピタル・グループ事業を譲渡
  - 7月 - 社会課題解決を目的に「Next Rise ソーシャル・インパクト・ファンド投資事業有限責任組合」を組成
  - 8月 - 日本生命保険相互会社と業務提携
  - 9月 - 組織人材プラクティス・グループ事業を譲渡
  - 10月 - DIMENSION株式会社の全株式を譲渡
- 2022年
  - 4月 - 東京証券取引所プライム市場に移行
  - 4月 - ピークス株式会社の全株式を株式会社ADDIXに譲渡
  - 6月 - 株式会社ワークスタイルラボの全株式をランサーズ株式会社に譲渡
- 2023年（令和5年）1月 - アイペットホールディングス株式会社（連結子会社）の全株式を譲渡
- 2024年（令和6年）3月 - 株式会社山口フィナンシャルグループと資本業務提携[8]

## 事業概要
『社会を変える 事業を創る。』をミッションに掲げ、挑戦し続ける企業の事業創造を支援する「ビジネスプロデュース」を行っている。コアビジネスは、大企業向けの「戦略コンサルティング」、シード・アーリーステージのスタートアップ企業を中心とした「ベンチャー投資」。その他、ソーシャル・インパクト・ボンド、産業プロデュース、資金調達・M&Aアドバイザリーなどを手掛けている。

## ミッション・ビジョン・バリュー
ミッション：社会を変える 事業を創る。
ビジョン　：挑戦者が 一番会いたい人になる。
バリュー　：枠を超える。
　　　　　　　　‐領域の枠を超えて構想する。
　　　　　　　　‐常識の枠を超えて戦略を立てる。
　　　　　　　　‐組織の枠を超えて仲間を集める。
　　　　　　　　‐自分の枠を超えて挑戦する。

## 主な出版物
- 『産業プロデュースで未来を創る』（三宅孝之・遠山みず穂著／日経BP社）
- 『3000億円の事業を生み出すビジネスプロデュース成功への道』（三宅孝之・島崎崇著／PHP研究所）
- 『3000億円の事業を生み出すビジネスプロデュース戦略』（三宅孝之・島崎崇著／PHP研究所）
- 『ふたりのももたろう』（木戸優起／DI出版）
- 『「共感」×「深掘り」が最強のビジネススキルである』（三宅孝之／PHP研究所）